# Корейське центральне інформаційне агентство
Корейське центральне інформаційне агентство (кор. 조선중앙통신, англ. Korean Central News Agency (KCNA)) — державна інформаційна агенція Північної Кореї, заснована 5 грудня 1946 року. 
Агенція представляє погляди Трудової партії Кореї та уряду Північної Кореї для іноземних читачів. Штаб-квартира видання розташована у Пхеньяні. 
В грудні 1996 року, північнокорейська інформаційна агенція KCNA почала публікацію новин в Інтернеті через вебсервер, розташований у Японії з сайту www.kcna.co.jp.
З жовтня 2010, публікації стали виходити на новому сайті, сервери якого знаходяться в Пхеньяні і електронною адресою www.kcna.kp, а їх зміст все більше включав міжнародні новини, які не мали безпосереднього стосунку до Північної Кореї чи країн, які мають міцні дружні зв'язки з КНДР.
У Південній Кореї, доступ до обох сайтів заблокований.
Залишаючись єдиною інформаційною агенцією Північної Кореї, видання щоденно повідомляє новини усіх ЗМІ Північної Кореї(газети, радіо та телебачення). 
Окрім корейської, новини виходять англійською, російською, японською, китайською та іспанською мовами.